# A nord di Shanghai
A nord di Shanghai (North of Shanghai) è un film del 1939 diretto da D. Ross Lederman.
È un film drammatico statunitense con James Craig, Betty Furness e Keye Luke ambientato nel contesto della seconda guerra sino-giapponese.

## Produzione
Il film, diretto da D. Ross Lederman su una sceneggiatura di Harold Buchman e Maurice Rapf e un soggetto dello stesso Buchman, fu prodotto da Wallace MacDonald per la Columbia Pictures Corporation e girato dal 7 ottobre al 27 ottobre 1938. Il titolo di lavorazione fu  Life Is Cheap.

## Distribuzione
Il film fu distribuito con il titolo North of Shanghai negli Stati Uniti dal 24 gennaio 1939 al cinema dalla Columbia Pictures.
Altre distribuzioni:
- in Portogallo il 12 ottobre 1939 (Crónica de Guerra)
- in Danimarca il 3 ottobre 1940 (Spioncentral Shanghai)
- in Italia (A nord di Shanghai)